# اومچاری
اومچاری (به صربی: Umčari) یک منطقهٔ مسکونی در صربستان است.